# Xanthorhoe fuscifascia
Xanthorhoe fuscifascia là một loài bướm đêm trong họ Geometridae.